# Chutir
Chutir – grupa folkowa, grająca utwory inspirowane folklorem ukraińskim Bukowiny, Karpat i Pogórza Przemyskiego.
Powstała w Gdańsku w 1996.

## Skład
- Piotr Harhaj "Sasza"
- Piotr Kukowski
- Andrzej Kuzmicz
- Orest Michalik
- Marzena Sikała
- Bohdan Kantor
- Bogdan Werbowy

## Dyskografia
- "Po dawniomu" (kaseta, 1999)
- "Skyrta sina" (CD, 1999)
- "Cycata Hanka" (CD, 2001)